# Daniel Dias
Daniel Dias Da Silva, né le 24 mai 1988 à Campinas, est un nageur brésilien, dix fois champion paralympique, qui a 40 médailles d'or dans des compétitions de grande envergure.

## Biographie
Né sans mains et avec un seul pied, dans une famille de classe moyenne, il se met à la natation handisport à l'âge de 16 ans, après avoir vu le nageur brésilien Clodoaldo Silva remporter sept médailles, dont six en or, aux Jeux paralympiques d'été de 2004 à Athènes.
En 2006, aux Championnats du monde de natation handisport à Durban, sa première grande compétition internationale, il obtient, en catégorie S5 (qui regroupe des athlètes aux handicaps relativement lourds), trois médailles d'or (100 m nage libre, 200 m medley individuel, 4 × 50 m medley relai) et deux d'argent (50 m dos, 50 m papillon). Aux Jeux parapanaméricains de 2007 à Rio de Janeiro il remporte huit médailles, toutes en or ; il est l'athlète le plus titré de ces Jeux.
Il se qualifie pour intégrer la délégation brésilienne aux Jeux paralympiques d'été de 2008 à Pékin, où il prend part à onze épreuves (sept individuelles et quatre en relai), toujours en catégorie S5. Il obtient une médaille dans chacune de ses épreuves individuelles : quatre en or (100 m et 200 m nage libre, 50 m dos, et 200 m medley) et trois en argent (100 m brasse, 50 m papillon, 50 m nage libre). Ce faisant, il établit un nouveau record du monde pour sa catégorie dans le 100 m nage libre (1 min 11 s 05), le 200 m nage libre (2 min 32 s 32), et le 200 m medley (2 min 52 s). Il obtient aussi une médaille de bronze en équipe dans le 4 × 50 m nage libre ; cette équipe comporte Clodoaldo Silva, l'homme qui lui a donné l'inspiration pour participer à la natation handisport. Dias est l'athlète le plus titré des Jeux de Pékin.
En 2009, il est ambassadeur de la campagne de candidature de Rio de Janeiro, qui obtient l'organisation des Jeux olympiques et paralympiques d'été de 2016.
Aux Championnats du monde de natation paralympique de 2010 à Eindhoven, il obtient huit médailles d'or (50 m, 100 m et 200 m nage libre, 50 m papillon, 50 m dos, 100 m brasse, 200 m medley individuel, 5 × 50 m medley relai) et une d'argent (4 × 100 m nage libre relai). Aux Jeux parapanaméricains de 2011 à Guadalajara, il obtient onze médailles, toutes en or, gagnant chacune de ses épreuves ; il est à nouveau l'athlète le plus titré de ces Jeux,,.
Qualifié dans la délégation brésilienne aux Jeux paralympiques d'été de 2012 à Londres, il prend part à six épreuves individuelles et deux épreuves de relai en équipe (4 × 100 m nage libre et medley). Il obtient la médaille d'or dans chacune de ses six épreuves individuelles : le 50 m, 100 m et 200 m nage libre, le 50 m papillon, le 100 m brasse et le 50 m dos. Ce faisant il établit quatre records du monde : 32 s 05 en 50 m nage libre, 34 s 15 en 50 m papillon, 1 min 32 s en 100 m brasse et 34 s 99 en 50 m dos ; et un record paralympique : 2 min 27 s 83 en 200 m nage libre. Il est l'un des athlètes les plus titrés des Jeux de Londres.